# オニックス川

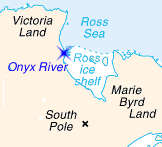
Overview map

オニックス川（オニックスがわ）は南極大陸の夏季数箇月の期間にマクマードドライバレーのライト谷をライト下部氷河およびブラウンワース湖からバンダ湖に向かって西に流れる融氷水の流れである。 オニックス川は、アメリカ国立科学財団の南極プログラムの研究対象となったものの一つである。 谷の入り口をライト氷河がふさいでいるため、この川は海から遠ざかる方向に流れている。 この川は南極最大の川であり、40キロメートルの長さも南極最長である。 この川にはいくつかの支流がある。また、川に沿って複数の観測所がある。流量は夏によりあるいは日により大きく変動し、バンダ湖に到達しない年もある。一方、流量が増大して浸食を引き起こすこともあり、1984年にはニュージーランドの研究者のいかだによる下降が行なわれた。オニックス川には魚がおらず、微生物が見られる。また、広く水の華がみられる。ニュージーランドの南極大陸プログラムは、以前、バンダ湖に半永久的なキャンプを設置したことがあるが撤去された。現在、バンダ湖の東端に小さな研究用の避難所がある。近くのブルパスに包括的核実験禁止条約の地震観測所がある。

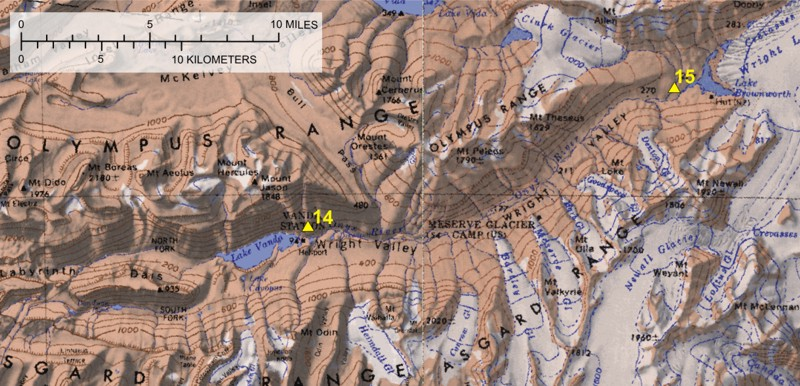
ライト谷の地図 バンダ湖 オニックス川がある